# 27556 Williamprem
27556 Williamprem este un asteroid din centura principală de asteroizi.

## Descriere
27556 Williamprem este un asteroid din centura principală de asteroizi. A fost descoperit pe 6 mai 2000 la Socorro, New Mexico, în cadrul proiectului LINEAR. Asteroidul prezintă o orbită caracterizată de o semiaxă mare de 2,48 ua, o excentricitate de 0,05 și o înclinație de 4,4° în raport cu ecliptica.